# Michael Weiß (treinador de futebol)
Hans Michael Weiß (Dannenfels, 11 de março de 1965) é um treinador de futebol e ex-futebolista alemão que jogava como goleiro. Atualmente, está sem clube.

## Carreira
A carreira de Weiß como jogador foi curta, sendo resumida a apenas um clube, o Pirmasens. Formou-se em ciências do esporte e gestão esportiva na Universidade de Mainz, em 1995.
Depois de realizar estágios no Manchester United, Arsenal, Real Madrid, Kaiserslautern e River Plate, estreou como auxiliar-técnico em 2001, no Kyoto Purple Sanga, até então na J-League 2 (segunda divisão japonesa). Em 2004, deixou o clube para trabalhar na seleção sub-20 da China, onde permaneceria até 2006.
Em 2007 foi nomeado diretor-técnico da Federação Ruandesa de Futebol, em paralelo com suas funções como treinador da equipe Sub-20 dos Amavubi, exercidas por ele até 2010. Entre 2011 e 2014, comandou as seleções Sub-23 e principal das Filipinas. Sob o comando de Weiß, os Azkals chegaram ao 127º lugar no ranking da FIFA, melhor posição da equipe até então. Após deixar o selecionado em abril de 2014, o ex-goleiro teve seu nome lembrado para assumir a Seleção Ruandesa, porém foi preterido pelo britânico Stephen Constantine. Em junho do mesmo ano, foi contratado como novo técnico do Oțelul Galați. A passagem de Weiß durou apenas 7 jogos.
Em janeiro de 2017, foi nomeado como substituto de Toshiaki Imai na Seleção da Mongólia, considerada uma das piores da Ásia no ranking da FIFA, e também treinaria o Sub-23 dos Lobos Azuis. Deixou o cargo em janeiro de 2020, com 19 jogos disputados (5 vitórias, 3 empates e 11 derrotas, com aproveitamento de 26,3%), sendo credenciado por seu papel no desenvolvimento do futebol mongol.

## Títulos e campanhas de destaque
Seleção Filipina
- AFC Challenge Cup: terceiro lugar (2012)
- Philippine Peace Cup: 2 (2012 e 2013)